# Verenigde Staten op de Olympische Zomerspelen 1948
De Verenigde Staten namen deel aan de Olympische Zomerspelen 1948 in Londen, Engeland. Nadat het bij de vorige editie Duitsland voor moest laten gaan in het medailleklassement werd nu weer de eerste plaats behaald.

## Medailles

### 1Goud
- Harrison Dillard — Atletiek, mannen, 100 meter
- Mel Patton — Atletiek, mannen 200 meter
- Mal Whitfield — Atletiek, mannen 800 meter
- William Porter — Atletiek, mannen 110m horden
- Roy Cochran — Atletiek, mannen 400m horden
- Harrison Dillard, Barney Ewell, Mel Patton en Lorenzo Wright — Atletiek, mannen 4x100m estafette
- Cliff Bourland, Roy Cochran, Arthur Harnden en Mal Whitfield — Atletiek, mannen 4x400m estafette
- Guinn Smith — Atletiek, mannen polsstokhoogspringen
- Willie Steele — Atletiek, mannen verspringen
- Wilbur Thompson — Atletiek, mannen kogelstoten
- Bob Mathias — Atletiek, mannen tienkamp
- Alice Coachman — Atletiek, vrouwen hoogspringen
- Cliff Barker, Don Barksdale, Ralph Beard, Lew Beck, Vince Boryla, Gordon Carpenter, Alex Groza, Wallace Jones, Bob Kurland, Ray Lumpp, Robert Pitts, Jesse Renick, Robert Robinson en Kenneth Rollins — Basketbal, mannentoernooi
- Steve Lysak en Steve Macknowski — Kanoën, mannen c2 10.000m Canadees paar
- Bruce Harlan — Schoonspringen, mannen plank
- Sammy Lee — Schoonspringen, mannen platform
- Vickie Draves — Schoonspringen, vrouwen plank
- Vickie Draves — Schoonspringen, vrouwen platform
- Charles Anderson, Frank Henry en Earl Thomson — Paardensport, eventing team
- Gordon Giovanelli, Robert Martin, Allen Morgan, Warren Westlund en Robert Will — Roeien, mannen vier-met-stuurman
- George Ahlgren, David Brown, Lloyd Butler, James Hardy, Ralph Purchase, Justus Smith, John Stack, David Turner en Ian Turner — Roeien, mannen acht-met-stuurman
- Arthur Cook — Schieten, mannen kleinkalibergeweer, liggend
- Walter Ris — Zwemmen, mannen 100m vrije stijl
- William Smith — Zwemmen, mannen 400m vrije stijl
- James McLane — Zwemmen, mannen 1500m vrije stijl
- Allen Stack — Zwemmen, mannen 100m rugslag
- Joe Verdeur — Zwemmen, mannen 200m schoolslag
- James McLane, Walter Ris, William Smith en Wally Wolf — Zwemmen, mannen 4x200m vrije stijl estafette
- Ann Curtis — Zwemmen, vrouwen 400m vrije stijl
- Marie Corridon, Ann Curtis, Brenda Helser en Thelma Kalama — Zwemmen, vrouwen 4x100m vrije stijl estafette
- Joseph DePietro — Gewichtheffen, mannen bantamgewicht
- Frank Spellman — Gewichtheffen, mannen middengewicht
- Stanley Stanczyk — Gewichtheffen, mannen halfzwaargewicht
- John Davis — Gewichtheffen, mannen zwaargewicht
- Glen Brand — worstelen, mannen vrije stijl middengewicht
- Henry Wittenberg — worstelen, mannen vrije stijl halfzwaargewicht
- Hilary Smart en Paul Smart — Zeilen, mannen star
- Alfred Loomis, Michael Mooney, James Smith, James Weekes en Herman Whiton — Zeilen, mannen 6 meter klasse

### 2Zilver
- Barney Ewell — Atletiek, mannen, 100 meter
- Barney Ewell — Atletiek, mannen 200 meter
- Clyde Scott — Atletiek, mannen 110m horden
- Francis Delaney — Atletiek, mannen kogelstoten
- Steve Seymour — Atletiek, mannen speerwerpen
- Horace Herring — Boksen, mannen weltergewicht
- Steve Lysak en Steve Macknowski — Kanoën, mannen c2 1.000m Canadees paar
- Frank Havens — Kanoën, mannen c1 10.000m Canadees enkel
- Miller Anderson — Schoonspringen, mannen plank
- Bruce Harlan — Schoonspringen, mannen platform
- Zoe Olsen-Jensen — Schoonspringen, vrouwen plank
- Patricia Elsener — Schoonspringen, vrouwen platform
- Frank Henry — Paardensport, eventing individueel
- Robert Borg, Frank Henry en Earl Thomson — Paardensport, dressuur team
- George Moore — Moderne vijfkamp, mannen individueel
- Walter Tomsen — Schieten, mannen kleinkalibergeweer, liggend
- Alan Ford — Zwemmen, mannen 100m vrije stijl
- James McLane — Zwemmen, mannen 400m vrije stijl
- Robert Cowell — Zwemmen, mannen 100m rugslag
- Keith Carter — Zwemmen, mannen 200m schoolslag
- Ann Curtis — Zwemmen, vrouwen 100m vrije stijl
- Winona Zimmerman — Zwemmen, vrouwen 100m rugslag
- Peter George — Gewichtheffen, mannen middengewicht
- Herold Sakata — Gewichtheffen, mannen halfzwaargewicht
- Norbert Schemansky — Gewichtheffen, mannen zwaargewicht
- Gerald Leeman — worstelen, mannen vrije stijl bantamgewicht
- Ralph Evans — Zeilen, mannen firefly klasse

### 3Brons
- Mal Whitfield — Atletiek, mannen, 400 meter
- Craig Dixon — Atletiek, mannen 110m horden
- George Stanich — Atletiek, mannen hoogspringen
- Bob Richards — Atletiek, mannen polsstokhoogspringen
- Herbert Douglas — Atletiek, mannen verspringen
- James Fuchs — Atletiek, mannen kogelstoten
- Fortune Gordien — Atletiek, mannen discuswerpen
- Bob Bennett — Atletiek, mannen kogelslingeren
- Floyd Simmons — Atletiek, mannen tienkamp
- Audrey Patterson — Atletiek, vrouwen 200 meter
- Sammy Lee — Schoonspringen, mannen plank
- Patricia Elsener — Schoonspringen, vrouwen plank
- Norman Armitage, Dean Cetrulo, Miguel deCapriles, James Hummitzsch Flynn, Tibor Nyilas en George Worth — Schermen, mannen sabel team
- Ladislava Bakanic, Marian Barone, Dorothy Dalton (gymnast), Meta Elste, Consetta Lenz, Helen Schifano, Clara Schroth en Anita Simonis — Turnen, vrouwen team meerkamp
- Gregory Gates, Stuart Griffing, Frederick Kingsbury en Robert Perew — Roeien, mannen vier-zonder-stuurman
- Bob Sohl — Zwemmen, mannen 200m schoolslag
- Richard Tom — Gewichtheffen, mannen bantamgewicht
- Leland Merrill — worstelen, mannen vrije stijl weltergewicht
- Lockwood Pirie en Owen Torrey — Zeilen, mannen swallow

## Deelnemers en resultaten

### Voetbal
Resultaten
 Verenigde Staten 0-9  Italië
Team
- Archie Strimel
- Joseph Rego-Costa
- Manuel Martin
- Charlie Colombo
- Joe Ferreira
- Walter Bahr
- Raymond Beckman
- John Souza
- Bill Bertani
- Benny McLaughlin
- Ed Souza
- Gino Pariani

Afghanistan · Argentinië · Australië · België · Bermuda · Birma · Brazilië · Brits-Guiana · Canada · Ceylon · Chili · Colombia · Cuba · Denemarken · Egypte · Filipijnen · Finland · Frankrijk · Griekenland · Groot-Brittannië · Hongarije · Ierland · IJsland · India · Irak · Iran · Italië · Jamaica · Joegoslavië · Libanon · Liechtenstein · Luxemburg · Malta · Mexico · Monaco · Nederland · Nieuw-Zeeland · Noorwegen · Oostenrijk · Pakistan · Panama · Peru · Polen · Portugal · Puerto Rico · Republiek China · Singapore · Spanje · Syrië · Trinidad en Tobago · Tsjecho-Slowakije · Turkije · Uruguay · Venezuela · Verenigde Staten · Zuid-Afrika · Zuid-Korea · Zweden · Zwitserland